# Columbia 200 1969
Columbia 200 1969 var ett stockcarlopp ingående i Nascar Grand National Series (nuvarande Nascar Cup Series) som kördes 3 april 1969 på den 0,5 mile (804,672 m) långa ovalbanan Columbia Speedway i Cayce, en förort till Columbia i South Carolina. Totalt avverkades 100 miles (160,934 km) fördelat på 200 varv. Banunderlaget var dirt. Loppet vanns av Bobby Isaac i en Dodge på tiden 1:27.31 körande för K&K Insurance Racing. Isaacs snitthastighet uppgick till 68,558 mph. Prispotten uppgick till 7 075 dollar, varav 1 100 dollar gick till segraren.

## Resultat
| Plc     | Nr | Förare         | Team/ bilägare           | Konstruktör | Start | Varv | Ledda varv |
| ------- | -- | -------------- | ------------------------ | ----------- | ----- | ---- | ---------- |
| 1       | 71 | Bobby Isaac    | K&K Insurance Racing     | Dodge       | 1     | 200  | 96         |
| 2       | 17 | David Pearson  | Holman Moody             | Ford        | 2     | 200  | 1          |
| 3       | 43 | Richard Petty  | Petty Enterprises        | Ford        | 4     | 199  | 84         |
| 4       | 48 | James Hylton   | Hylton Engineering       | Dodge       | 6     | 197  | 5          |
| 5       | 4  | John Sears     | DeWitt Racing            | Ford        | 5     | 197  | 14         |
| 6       | 64 | Elmo Langley   | Langley-Woodfield Racing | Ford        | 7     | 194  | 0          |
| 7       | 06 | Neil Castles   | Neil Castles             | Plymouth    | 13    | 194  | 0          |
| 8       | 26 | Earl Brooks    | Brooks Racing            | Ford        | 8     | 193  | 0          |
| 9       | 18 | Dick Johnson   | Dick Johnson             | Ford        | 11    | 189  | 0          |
| 10      | 25 | Jabe Thomas    | Robertson Racing         | Plymouth    | 3     | 188  | 0          |
| 11      | 19 | Henley Gray    | Harry Melton             | Ford        | 15    | 184  | 0          |
| 12      | 34 | Wendell Scott  | Scott Racing             | Ford        | 10    | 180  | 0          |
| 13      | 76 | Ben Arnold     | Don Culpepper            | Ford        | 16    | 174  | 0          |
| 14      | 23 | Paul Dean Holt | Dennis Holt              | Ford        | 18    | 104  | 0          |
| 15      | 12 | Pete Hazelwood | Pete Hazelwood           | Chevrolet   | 19    | 96   | 0          |
| 16      | 70 | J.D. McDuffie  | McDuffie Racing          | Buick       | 17    | 94   | 0          |
| 17      | 10 | Bill Champion  | Champion Racing          | Ford        | 9     | 87   | 0          |
| 18      | 80 | E.J. Trivette  | E.C. Reid                | Chevrolet   | 12    | 55   | 0          |
| 19      | 51 | Dub Simpson    | i.u.                     | Plymouth    | 21    | 50   | 0          |
| 20      | 45 | Bill Seifert   | Seifert Racing           | Ford        | 22    | 49   | 0          |
| 21      | 30 | Dave Marcis    | Milt Lunda               | Dodge       | 14    | 42   | 0          |
| 22      | 47 | Cecil Gordon   | Seifert Racing           | Ford        | 23    | 27   | 0          |
| 23      | 9  | Roy Tyner      | Roy Tyner                | Pontiac     | 20    | 7    | 0          |
| 24      | 2  | Jack Etheridge | Jack Etheridge           | Mercury     | 24    | 7    | 0          |
| 25      | 82 | Dick Poling    | Mack Sellers             | Chevrolet   | 25    | 1    | 0          |
| Källor: |    |                |                          |             |       |      |            |